# Възходът на империите: Османската империя
Възходът на империите: Османската империя (на английски: Rise of Empires: Ottoman) е турски исторически документален сериал, премиерно излъчен през 2020 г. в платформата Нетфликс. Сериалът представя превземането на столицата на Византийската империя Константинопол от османците и султан Мехмед II Завоевателя през XV век.

## Актьорски състав
- Джем Ийт Юзюмолу – султан Мехмед II Завоевателя
- Томасо Басили – император Константин IX
- Туба Бююкюстюн – Мара Бранкович
- Дамла Сзонмез – Ана
- Осман Сонант – Лукас Нотарас
- Толга Текин – султан Мурад II
- Усхан Чакър – Заганос паша
- Селим Байрактар – Чандарлъ Халил паша
- Биркан Соколу – Джовани Густиняни
- Тансу Бичер – Орбан
- Наил Кърмъзъгюл – Хазър Челеби
- Ева Дедова – Катарина
- Илайда Акдоан – Терма Сфранцес
- Туурул Тюлек – Джордж Сфранцес
- Ердал Йълдъз – Сюлейман Балтолу
- Баки Даврак – Дурад Бранкович
- Раян Ол – благородникът Геновезе
- Роджър Краули – историк
- Ларс Браунуорт – историк
- Джейсън Гудуин – историк
- Мариус Филипидис – историк
- Майкъл Талбот – историк
- Емрах Сафа Гюркан – историк
- Джелял Шенгьор – геолог

## В България
В България първи сезон на сериала започва излъчване на 15 февруари 2021 г. с български субтитри в ефира на Вайъсат Хистори и завършва на 22 февруари 2021 г.